# Lalibela
Lalibela (en amhàric: ላሊበላ) és una ciutat de la regió d'Amhara a Etiòpia. Situat al districte de Lasta i a la zona Semien Wollo, és un lloc turístic per les seves famoses esglésies monolítices excavades a la roca. Tot Lalibela és un lloc gran i important per a l'antiguitat, la civilització medieval i postmedieval d'Etiòpia. Per als cristians, Lalibela és una de les ciutats més sagrades d'Etiòpia i un centre de pelegrinatge.
Etiòpia va ser una de les primeres nacions a adoptar el cristianisme a la primera meitat del segle iv, i les seves arrels històriques daten de l'època dels Apòstols. Les mateixes esglésies daten dels segles vii al xiii, i tradicionalment es daten del regnat del rei Zagüe (Agaw) Gebra Maskal Lalibela (r. ca. 1181–1221).
La disposició i els noms dels edificis principals de Lalibela són àmpliament acceptats, especialment pel clergat local, com una representació simbòlica de Jerusalem. Això ha portat alguns experts a datar l'actual construcció de l'església als anys posteriors a la presa de Jerusalem el 1187 pel líder musulmà Saladí.
Lalibela té uns 2.500 metres sobre el nivell del mar. És la ciutat principal de Lasta, que antigament formava part del districte de Bugna. Les esglésies excavades a la roca van ser declarades Patrimoni de la Humanitat l'any 1978.

## Història
Durant el regnat de Gebra Maskal Lalibela, membre de la dinastia Zagüe que va governar Etiòpia a finals del segle xii i principis del segle xiii, l'actual ciutat de Lalibela era coneguda com a Roha. El sant-rei va ser nomenat perquè es diu que un eixam d'abelles l'havia envoltat en el seu naixement, que la seva mare va prendre com un signe del seu futur regnat com a emperador d'Etiòpia. Es diu que els noms de diversos llocs de la ciutat moderna i la disposició general de les mateixes esglésies tallades a la roca imiten noms i patrons observats per Lalibela durant el temps que va passar de jove a Jerusalem i Terra Santa.
Es diu que Lalibela, venerada com a sant, va visitar Jerusalem i va intentar recrear una nova Jerusalem com a capital com a resposta a la presa de l'antiga Jerusalem pels musulmans el 1187. Cada església va ser tallada en una sola peça de roca per simbolitzar l'espiritualitat i la humilitat. La fe cristiana va inspirar molts trets rebent noms bíblics; fins i tot el riu de Lalibela és conegut com el riu Jordà. Lalibela va romandre la capital d'Etiòpia des de finals del segle xii fins al segle xiii.
El primer europeu conegut que va veure aquestes esglésies va ser l'explorador portuguès Pêro da Covilhã (1460–1526). Un sacerdot portuguès, Francisco Álvares (1465–1540), va acompanyar l'ambaixador portuguès en una visita a David II a la dècada de 1520. Alvares va descriure les singulars estructures de l'església de la següent manera: «Estic cansat d'escriure més sobre aquests edificis, perquè em sembla que no se'm creurà si ho faig. […] Juro per Déu, sota el poder del qual em trobo, que tot el que he escrit és la veritat».

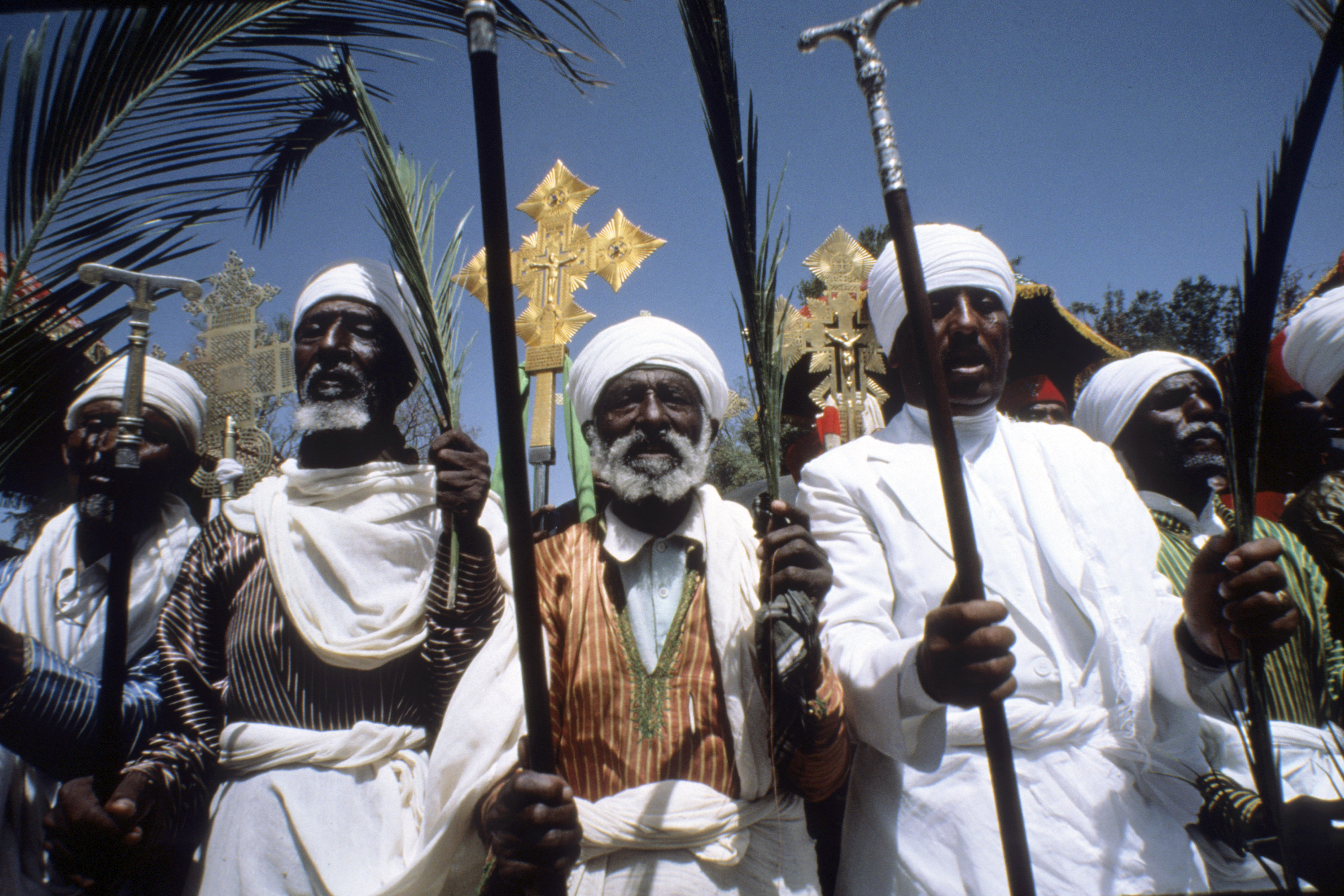
Sacerdots ortodoxos etíops celebrant una processó a Lalibela

Tot i que Ramuso va incloure els plànols de diverses d'aquestes esglésies en la seva impressió de 1550 del llibre d'Álvares, es desconeix qui li va proporcionar els dibuixos. El següent visitant europeu a Lalibela va ser Miguel de Castanhoso, que era un soldat sota Cristòfor de Gama i va abandonar Etiòpia el 1544. Després de Castanhoso, van passar més de tres-cents anys fins que un altre europeu, Gerhard Rohlfs, va visitar Lalibela entre 1865 i 1870.
Segons el Futuh al-Habaša de Sihab ad-Din Ahmad, Ahmad ibn Ibrahim al-Ghazi va cremar una de les esglésies de Lalibela durant la seva invasió d'Etiòpia. No obstant això, Richard Pankhurst ha expressat escepticisme sobre això, assenyalant que tot i que Sihab ad-Din Ahmad va proporcionar una descripció detallada d'una església tallada a la roca («Va ser tallada a la muntanya. Els seus pilars també van ser-hi tallats.»), només s'esmenta una església; Pankhurst afegeix que «el que té d'especial a Lalibela, (com sap tot turista), és que és el lloc d'onze esglésies rupestres, no només una, i totes estan a més o menys a un cop de pedra l'un de l'altre!».
Pankhurst també assenyala que les Cròniques Reials, que esmenten la devastació del districte per part d'Ahmad al-Ghazi entre juliol i setembre de 1531, no parlen sobre el seu paper en l'atac a les esglésies llegendàries d'aquesta ciutat. Conclou afirmant que si Ahmad al-Ghazi hagués cremat una església a Lalibela, molt probablement era Beta Medhane Alem; i si l'exèrcit musulmà s'equivocava o era enganyat pels locals, aleshores l'església incendiada era Gannata Maryam, «10 milles [16 km] a l'est de Lalibela que també té una columnata de pilars tallats a la muntanya.»

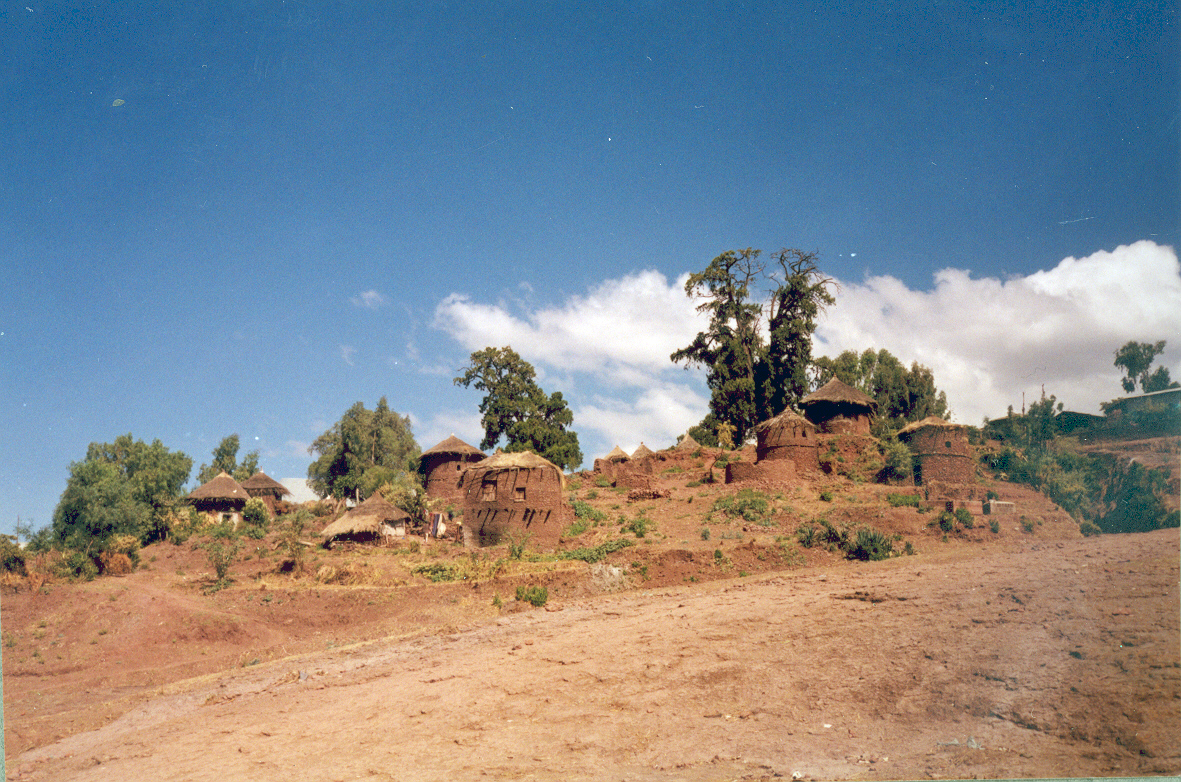
Panoràmica de Lalibela

### Guerra del Tigre
A principis d'agost de 2021, els combatents del Front Popular d'Alliberament de Tigre (TPLF) van capturar la ciutat durant la Guerra del Tigre. El 1r de desembre de 2021, el govern etíop va afirmar haver recuperat la ciutat. Borkena va informar que la victòria sobre el TPLF a la ciutat de Gashena va tenir un paper vital en la reconquesta de Lalibela per part de les Forces de Defensa Nacional Etíops, les Forces Especials d'Amhara i la milícia. La ciutat va ser reconquistada de nou pel TPLF el 12 de desembre. El 19 de desembre, els mitjans de comunicació estatals etíops van anunciar que la ciutat va ser reconquistada per segona vegada, encara que no era clar quan.

## Esglésies

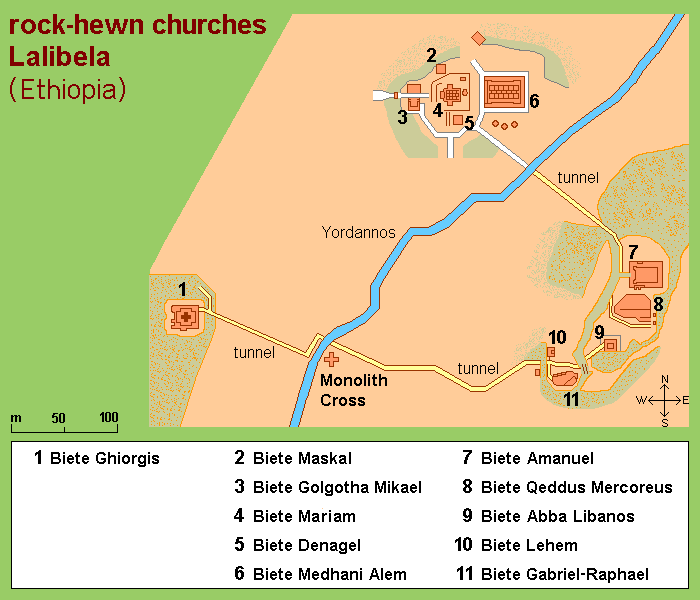
Mapa de la zona de Lalibela

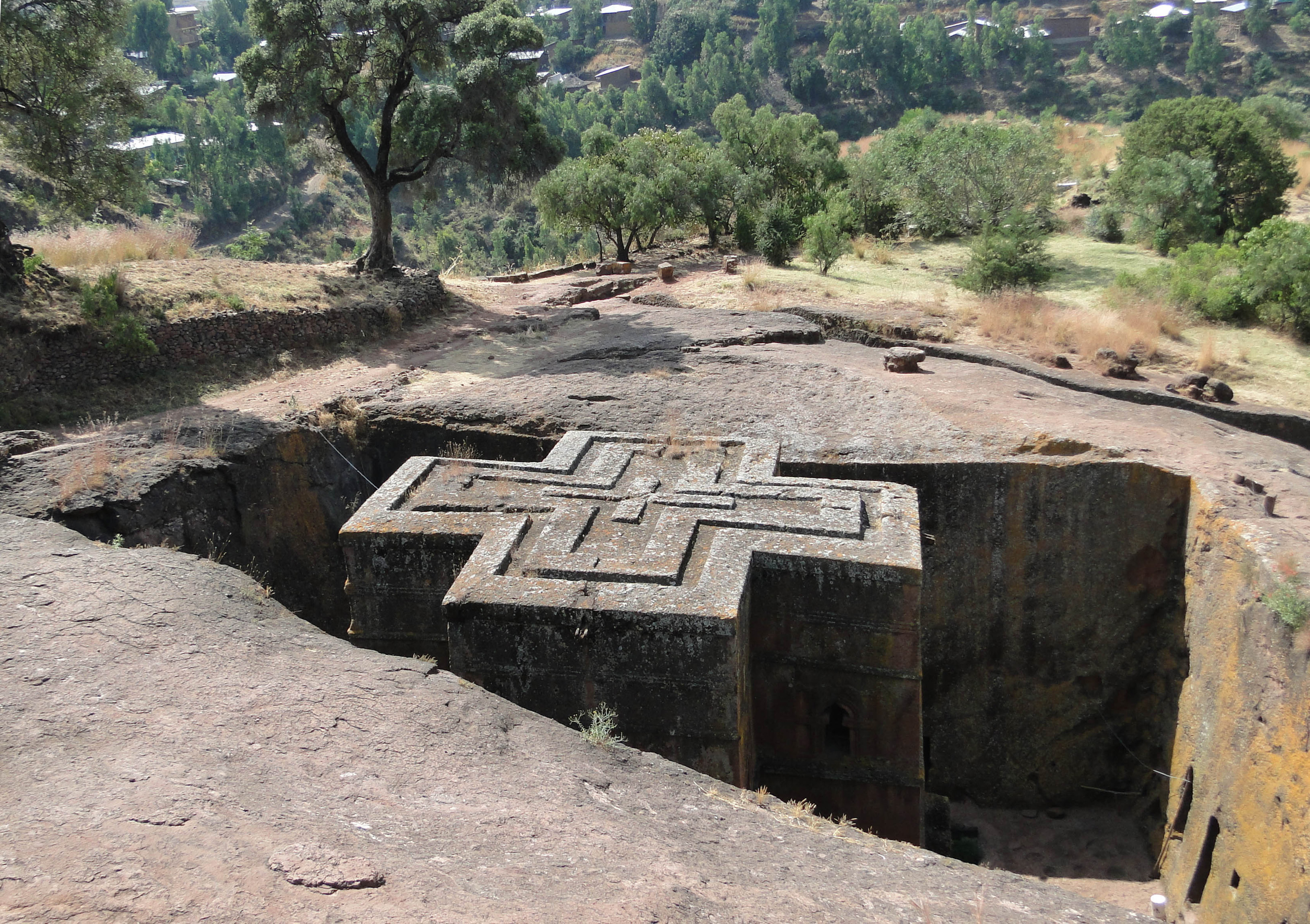
Església de Sant Jordi excavada als turons rocosos de Lalibela

Aquesta ciutat rural és coneguda arreu del món per les seves esglésies tallades a la roca, que tenen un paper important en la història de l'arquitectura tallada en la roca. Tot i que la datació de les esglésies no està ben establerta, es creu que la majoria es van construir durant el regnat de Lalibela, concretament durant els segles xii i xiii. La Unesco identifica onze esglésies, reunides en quatre grups:
Grup del Nord:
- Església del Salvador del Món (en amhàric: Beta Medhane Alem), seu de la Creu de Lalibela (vegeu el model 3D de Beta Medhane Alem).
- Església de Maria (en amhàric: Beta Mariam), possiblement la més antiga de les esglésies, i una rèplica de les Tombes d'Adam i Crist[1] (vegeu el model 3D de Beta Mariam).
- Església del Gòlgota (en amhàric: Beta Golgotha), coneguda per les seves arts i que es diu que conté la tomba del rei Lalibela.
- Església de la Creu (en amhàric: Beta Meskel).
- Església de les Verges (en amhàric: Beta Denagel).

El grup occidental:
- Església de Sant Jordi (en amhàric: Beta Georgis), que es creu que és l'església més ben executada i conservada (vegeu el model 3D de Sant Jordi).

El grup oriental:
- Església d'Emmanuel (en amhàric: Beta Amanuel), possiblement l'antiga capella reial (vegeu el model 3D de Beta Amanuel).
- Església de Sant Mercuri o Marc l'Evangelista (en amhàric: Beta Qeddus Mercoreus), que pot ser una antiga presó.
- Església de l'abat Libanos (en amhàric: Beta Abba Libanos) (vegeu el model 3D de Beta Abba Libanos).
- Església dels arcàngels Gabriel i Rafael (en amhàric: Beta Gabriel-Rufael) possiblement un antic palau reial, vinculat a una santa fleca.
- Església del Pa (en amhàric: Beta Lehem, «Betlem», en hebreu: בֵּית לֶחֶם‎).

Més lluny, hi ha el monestir d'Ashetan Maryam i l'església de Yemrehana Krestos (possiblement del segle xi, construïda a la moda axumita, però dins d'una cova).
Hi ha certa controvèrsia sobre quan es van construir algunes de les esglésies. David Buxton va establir la cronologia generalment acceptada, assenyalant que «dues d'elles segueixen, amb gran fidelitat de detall, la tradició representada per Debra Damo modificada a Yemrahana Kristos». Com que el temps dedicat a tallar aquestes estructures de la roca viva devia haver trigat més que les poques dècades del regnat del rei Lalibela, Buxton suposa que el treball es va estendre fins al segle xiv. No obstant això, David Phillipson, professor d'arqueologia africana a la Universitat de Cambridge, ha proposat que les esglésies de Merkorios, Gabriel-Rufael i Danagel van ser inicialment tallades a la roca mig mil·lenni abans, com a fortificacions o altres estructures de palau durant la darreria del Regne d'Axum, i que el nom de Lalibela simplement s'hi va associar després de la seva mort. D'altra banda, l'historiador local Getachew Mekonnen atribueix a la reina de Lalibela, haver fet construir una de les esglésies excavades a la roca, Beta Abba Libanos, com a memorial al seu marit Gebra Maskal Lalibela després de la seva mort.
Contràriament a les afirmacions fetes per escriptors pseudoarqueòlegs com Graham Hancock, Buxton afirma que les grans esglésies excavades a la roca de Lalibela no es van construir amb l'ajuda dels templers. Hi ha proves abundants que afirmen que van ser produïdes únicament per la civilització etíop medieval. Per exemple, mentre que Buxton constata l'existència d'una tradició segons la qual «els abissinis van invocar l'ajuda dels estrangers» per construir aquestes esglésies monolítiques, i admet que «hi ha indicis clars d'influència copta en alguns detalls decoratius» (poc sorprenent atès els aspectes teològics i eclesiàstics, i els vincles culturals entre les esglésies ortodoxes tewahedo i coptes ortodoxes), és inflexible sobre els orígens autòctons d'aquestes creacions: «Però el fet significatiu és que les esglésies rupestres continuen seguint l'estil dels prototips constructius locals, que ells mateixos conserven una clara evidència del seu origen bàsicament axumita».
Les esglésies també són una proesa d'enginyeria important, atès que totes estan associades a l'aigua (que omple els pous al costat de moltes de les esglésies), aprofitant un sistema geològic artesià que porta l'aigua fins al cim de la carena de la muntanya on es troba la ciutat.

## Arquitectura popular
En un informe de 1970 sobre els habitatges històrics de Lalibela, Sandro Angelini va avaluar l'arquitectura popular de terra de Lalibela per entrar a la llista de Patrimoni de la Humanitat, incloses les característiques cases de terra tradicionals i l'anàlisi del seu estat de conservació.

El seu informe descrivia dos tipus d'habitatges vernacles que es troben a la zona. El primer grup és el que ell anomena «tukuls», barraques rodones construïdes amb pedra i que solen tenir dos pisos. El segon són els edificis «chika», d'un sol pis, rodons i construïts amb terra i canyís, que creu que són més «pobres». L'informe d'Angel també incloïa un inventari dels edificis tradicionals de Lalibela, situant-los en categories que valoraven el seu estat de conservació.

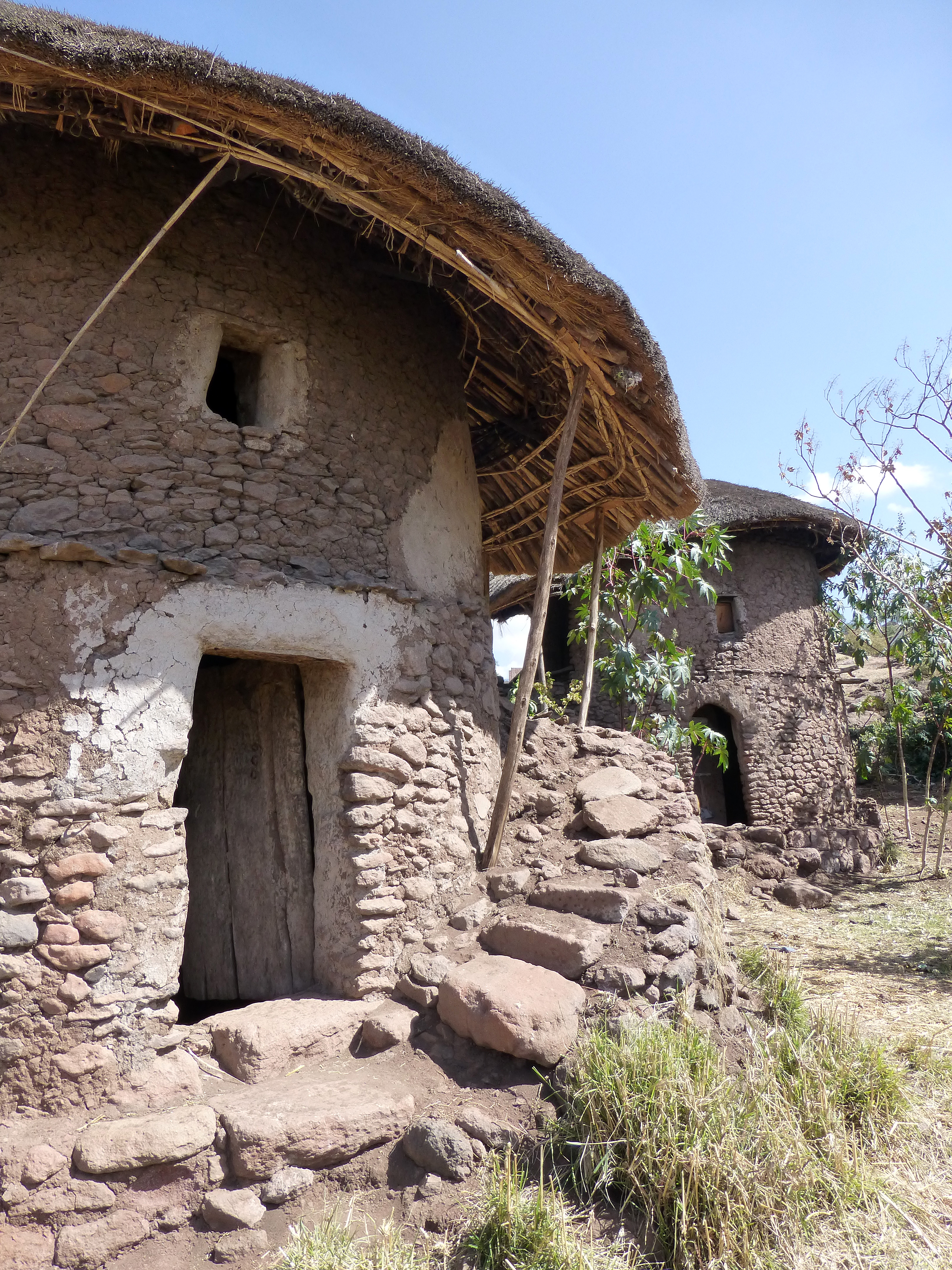
Tukul, edifici de pedra de dos pisos
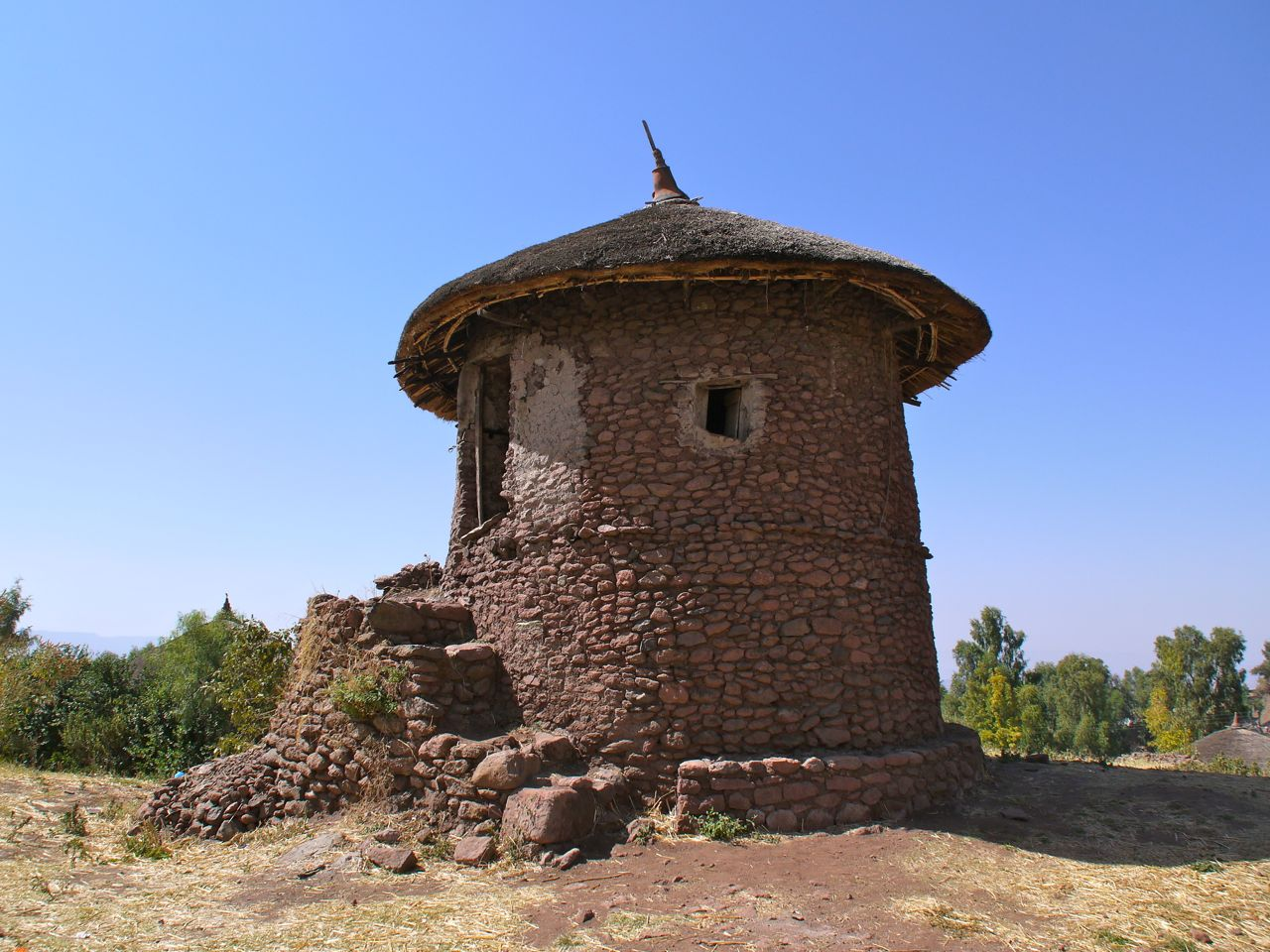
Tukul que mostra els passos exteriors fins al segon pis
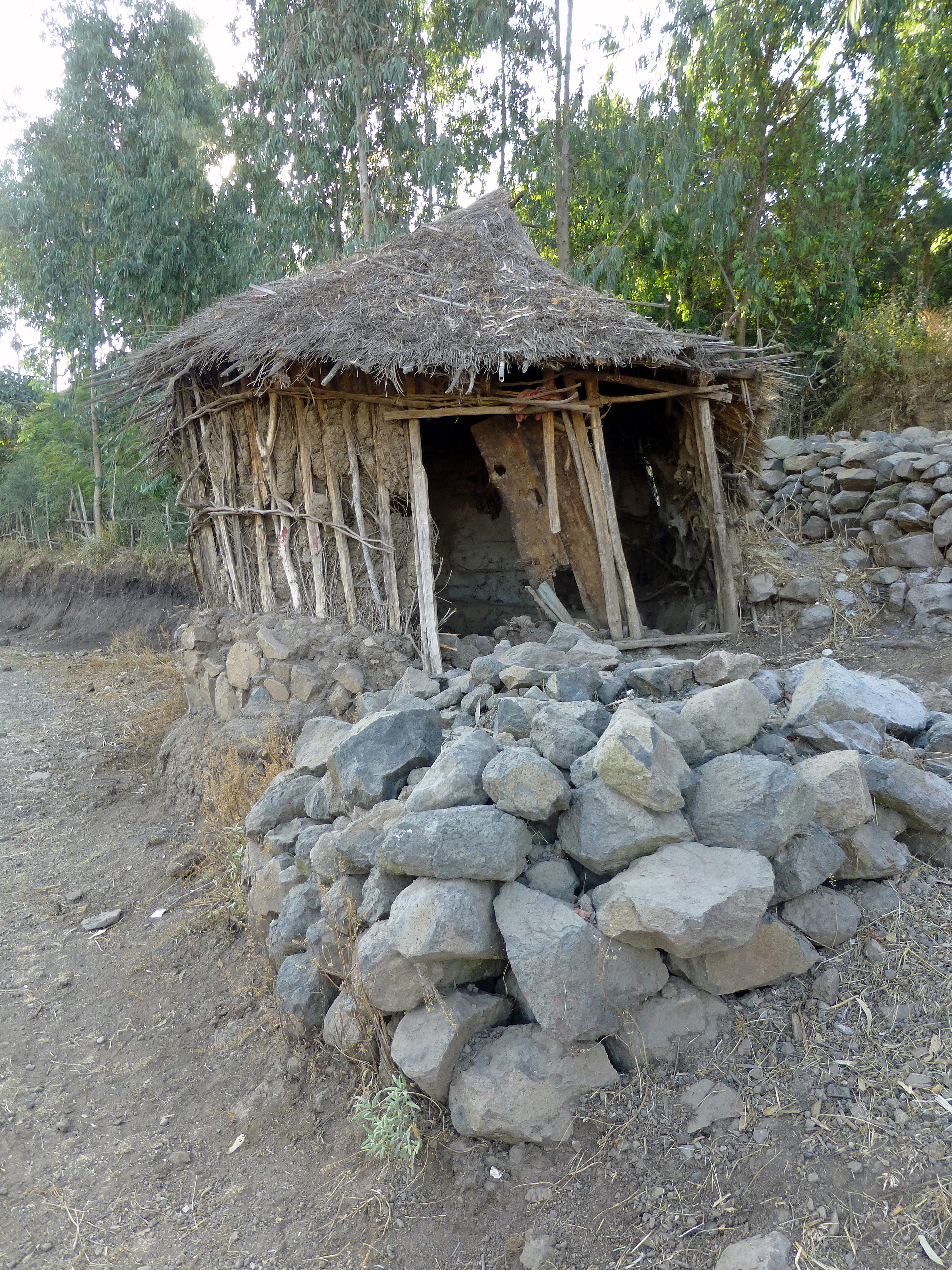
Chika, un edifici de terra i barça

## Altres dades
Lalibela també acull un aeroport (codi ICAO HALL, IATA LLI), un gran mercat, dues escoles i un hospital.

## Demografia
Segons les dades del cens de 2007, la població era de 17.367 habitants, dels quals 8.112 eren homes i 9.255 dones. Segons dades anteriors de l'Agència Central d'Estadística de 2005, la ciutat tenia una població total estimada de 14.668 dels quals 7.049 eren homes i 7.619 eren dones. El cens nacional de 1994 va registrar que la seva població era de 8.484 dels quals 3.709 eren homes i 4.775 eren dones.

## Galeria

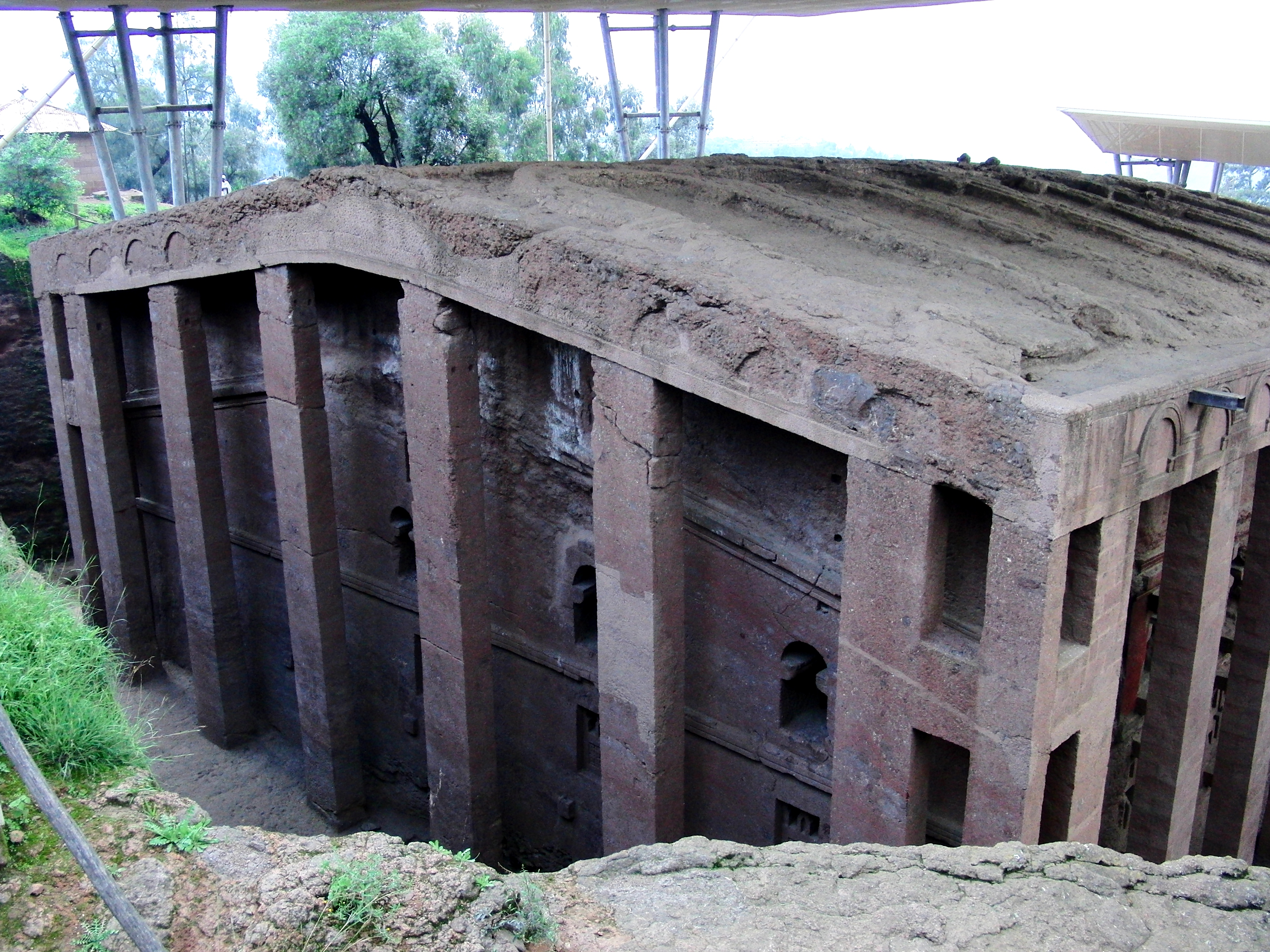
Beta Medhane Alem
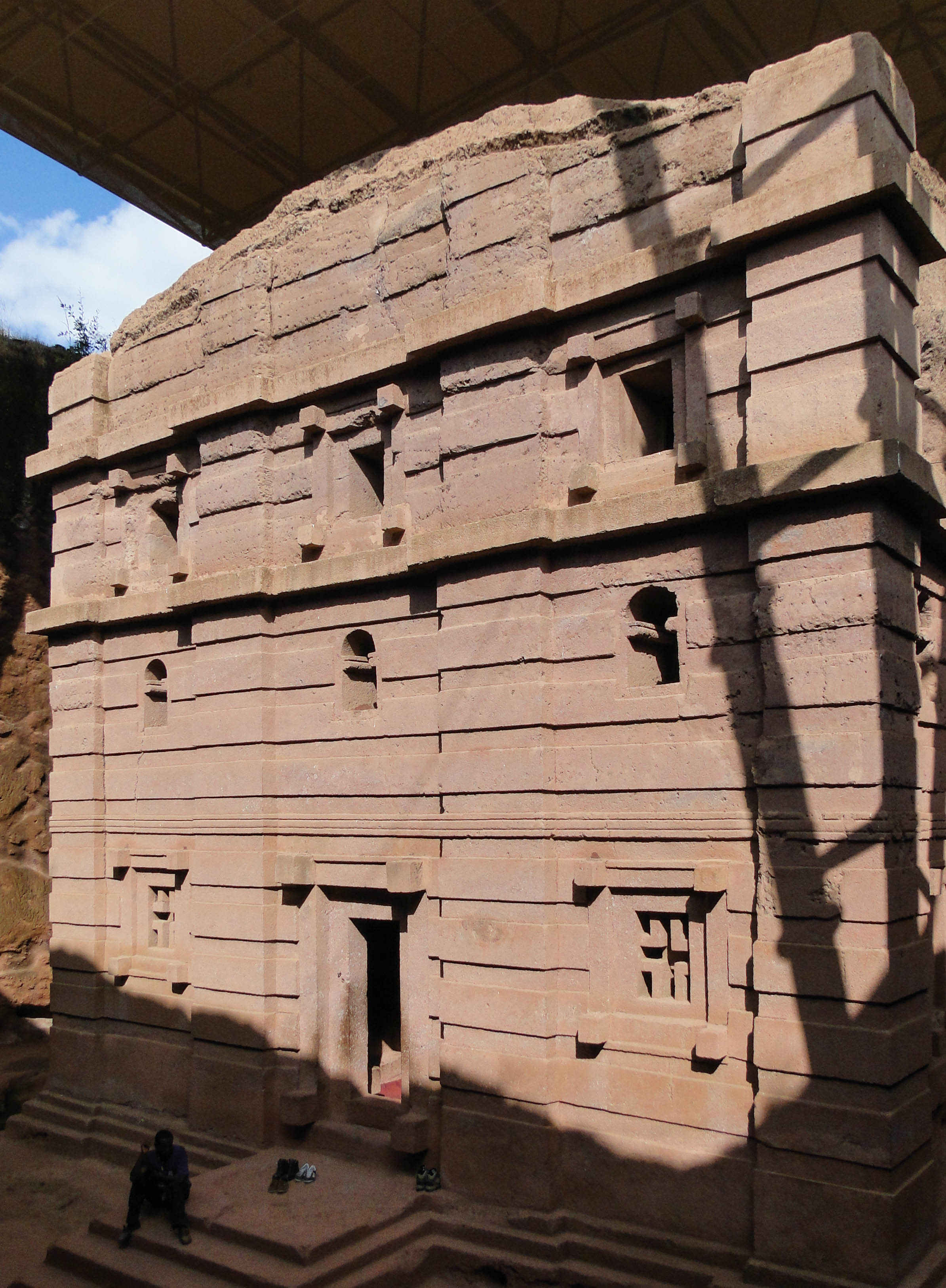
Beta Amanuel
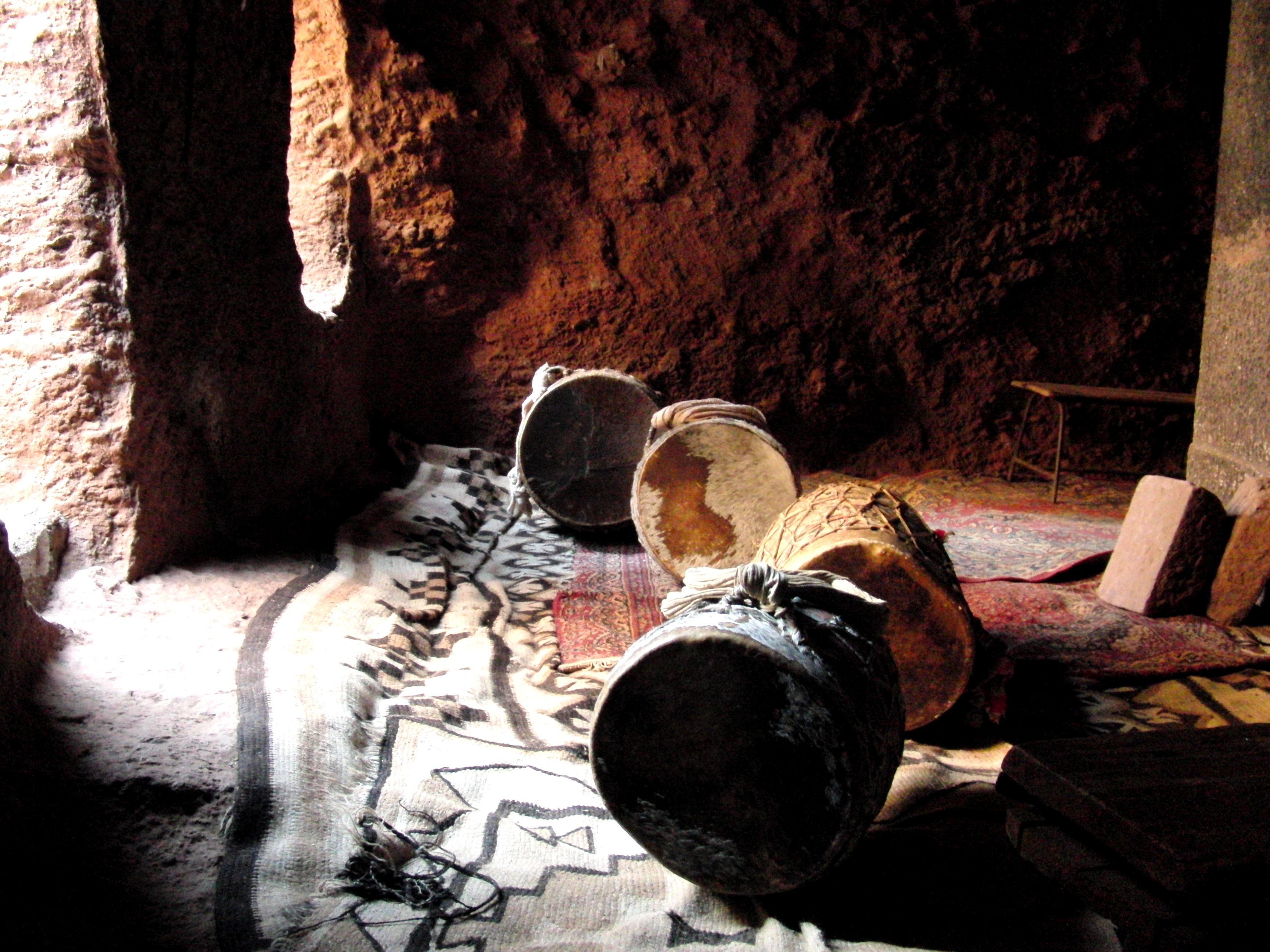
Bateria ritual en una pista lateral de Bete Giyorgis
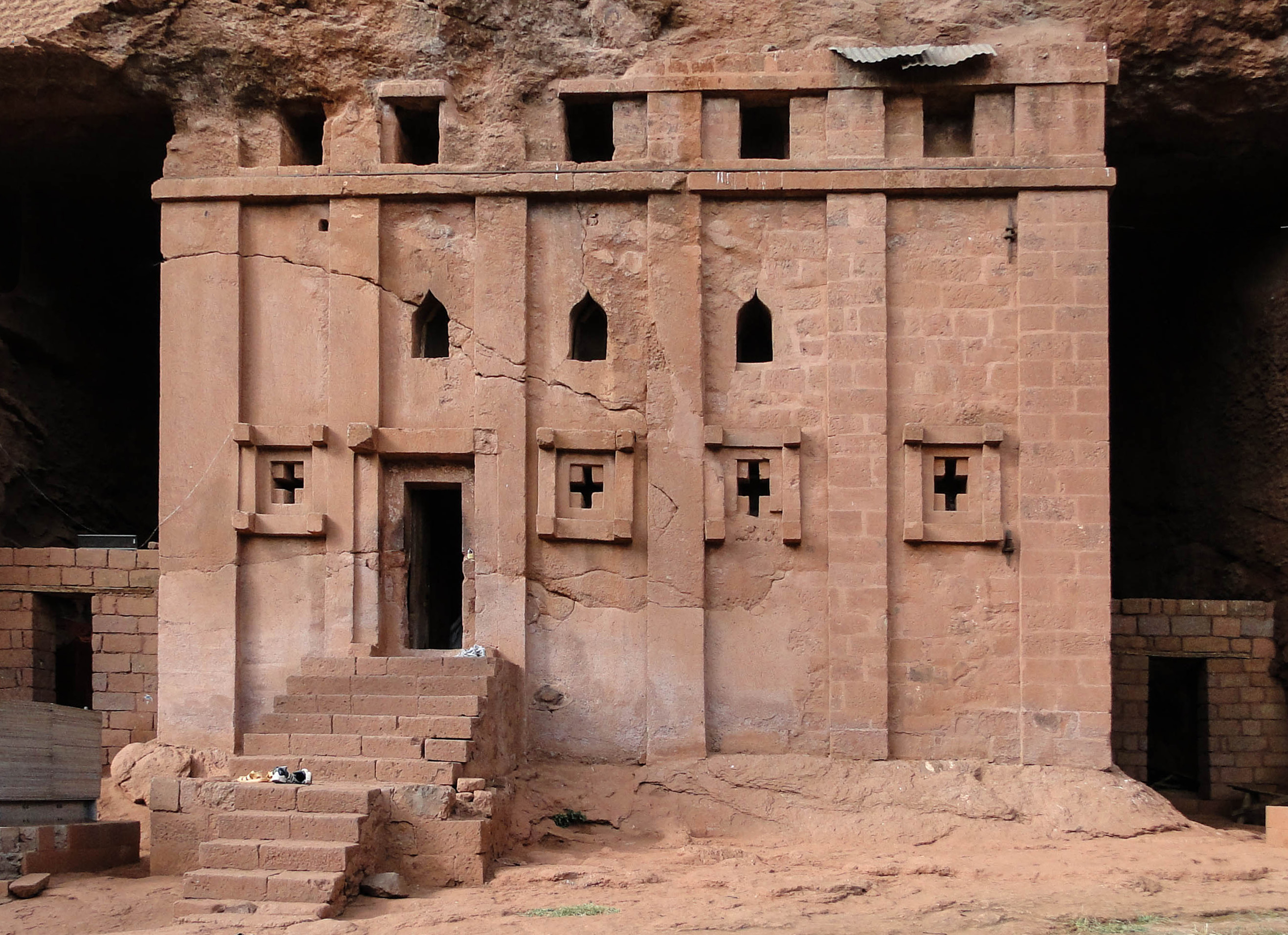
Beta Abba Libanos
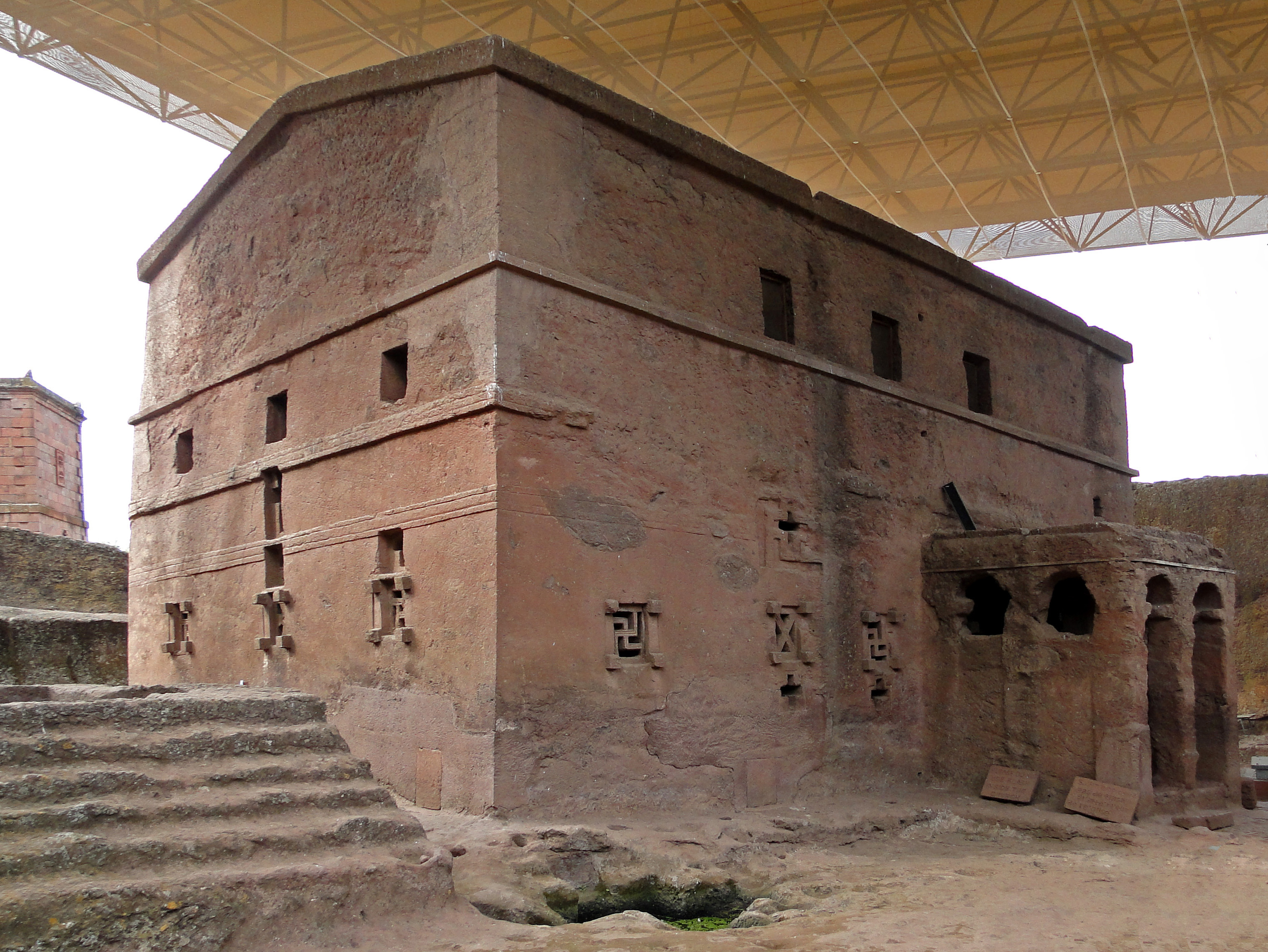
Beta Maryam
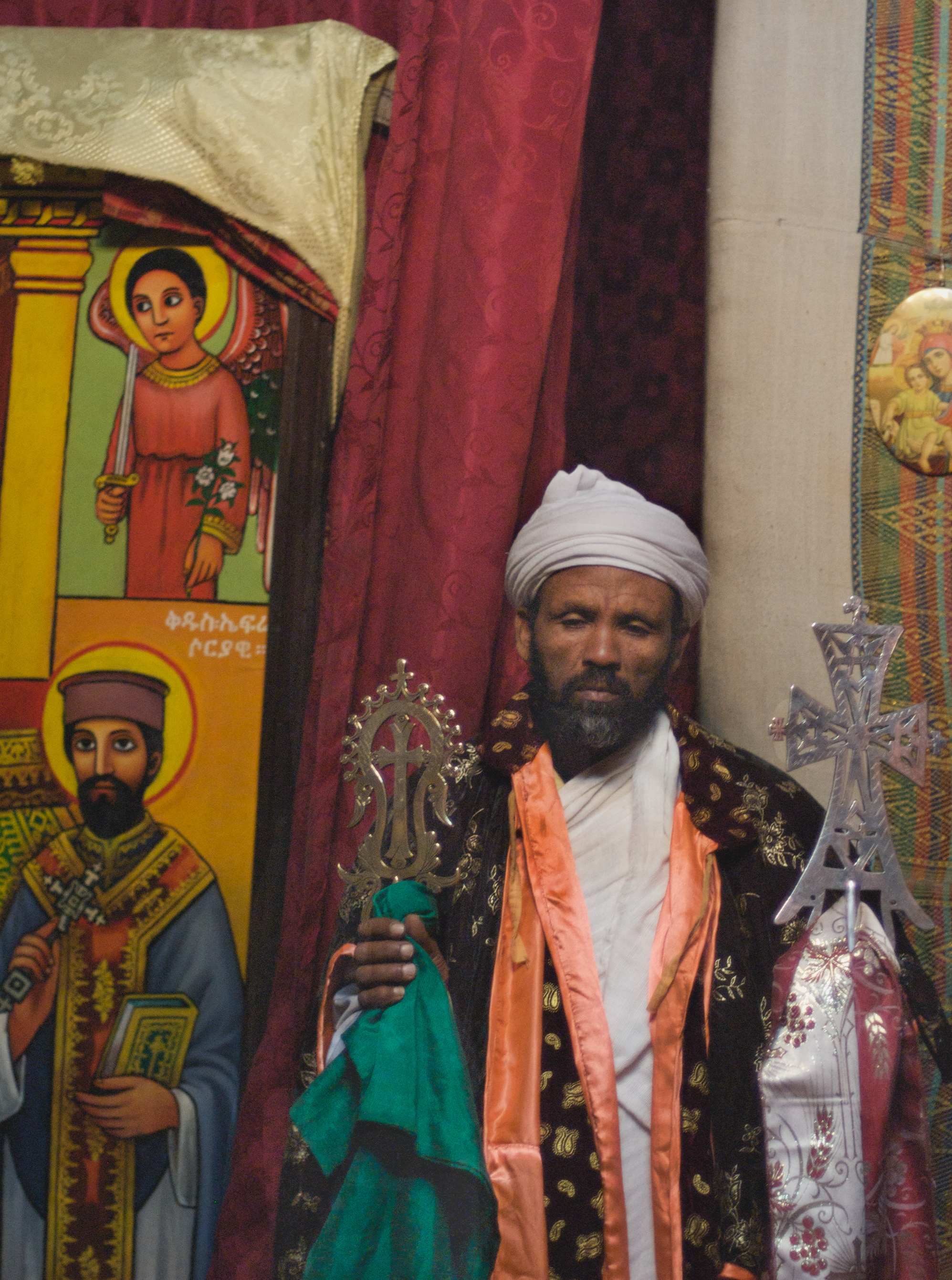
Sacerdot amb creus processionals a Santa Maria
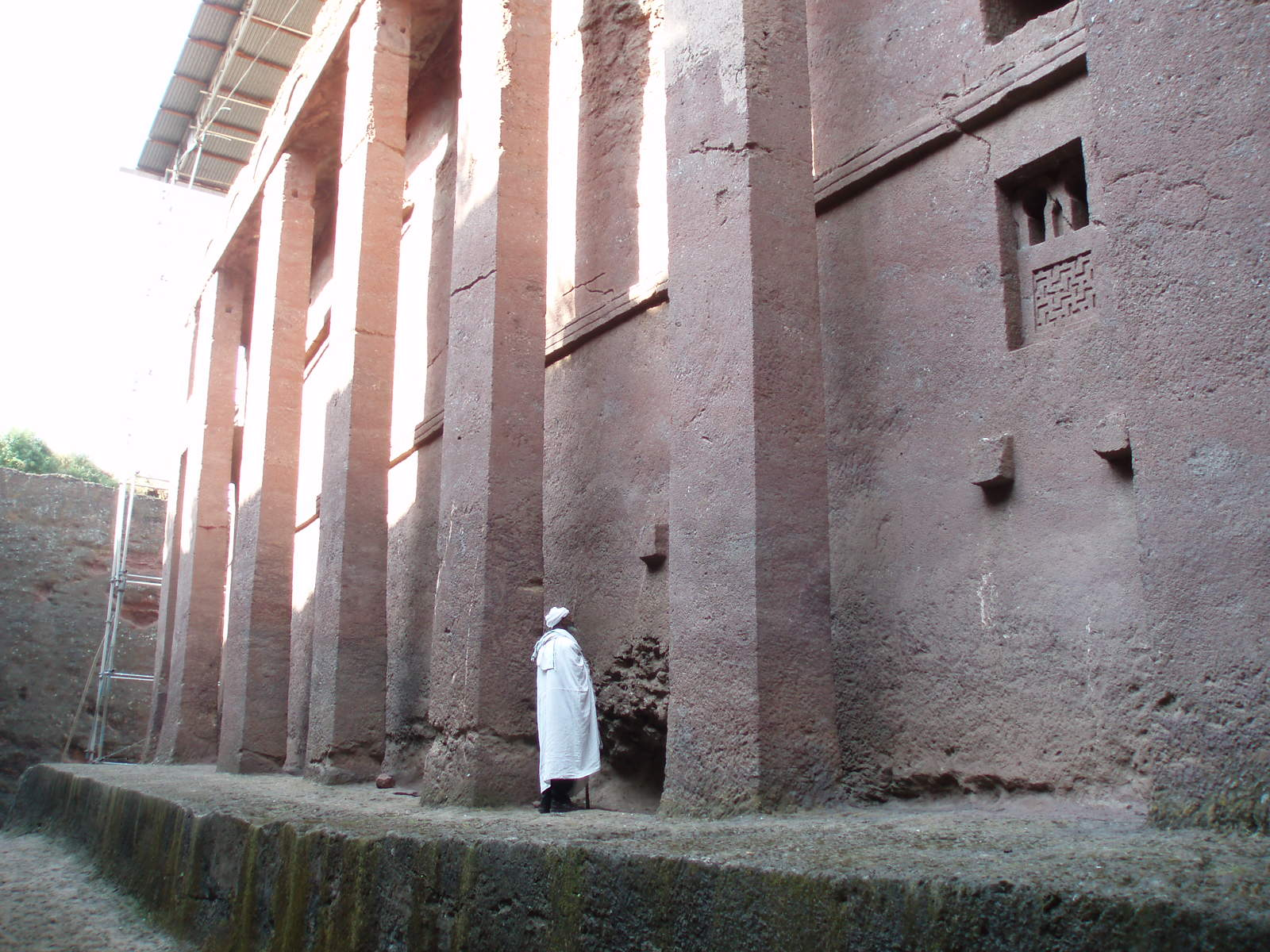
Home de peu al costat dels murs de Beta Medhane Alem, que es creu que és l'església monolítica més gran del món
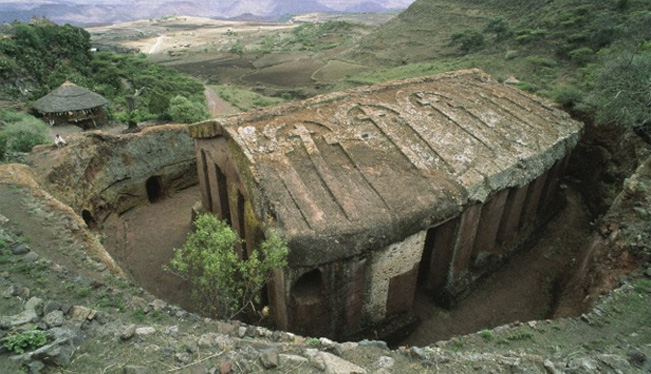
Beta Maryam